# Fabiana Valcárcel
Liz Fabiana Guzmán García-Valcárcel (Lima, 19 de julio de 2004), conocida por su nombre artístico Fabiana Valcárcel, es una actriz, bailarina y celebridad de Internet peruana. 
Es reconocida por sus participaciones en cine, teatro y televisión de su país dentro de los repartos principales y protagónicos. 
Dentro de sus trabajos actorales, se dio a conocer por protagonizar el cortometraje Señorita, la cual ganó la categoría de «Mejor actriz» en el Festival de Cortometrajes Cortos de Vista en 2022.[cita requerida]

## Primeros años
Liz Fabiana Guzmán García-Valcárcel nació en la capital Lima el 19 de julio de 2004, proveniente de una familia de clase media alta.[cita requerida]

## Trayectoria
Comenzó su carrera artística bajo el nombre de Fabiana Valcárcel desde los 4 años, participando en diferentes comerciales para la televisión peruana.[cita requerida] Además, participó en el reality de baile Amigos y rivales en el año 2010.[cita requerida]
No es hasta el año 2015, cuando debuta por primera vez como actriz, siendo incluida al reparto principal de la telenovela peruana Amor de madre, producida por Michelle Alexander, como Stephanie del Castillo.[cita requerida]
Años después, en 2017 tuvo una participación especial en la teleserie peruana De vuelta al barrio, donde interpretaba a Malena Ugarte en su etapa de niñez. Además, al año siguiente, Valcárcel fue conductora del programa digital juvenil Shuffle TV Perú, cuya sinopsis es de entrevistas, la cual se presentaron conocidos personajes del medio, siendo entre ellos el dúo musical español Adexe y Nau. A la par, formó la banda musical Quattro al lado de Merly Morello, Brando Gallesi y Thiago Vernal; y lanzaron el tema musical «Loco loco».
Protagonizó la película infantil peruana Hotel Paraíso en el año 2019 como Andrea y se incorporó a la serie web Atrapados: Divorcio en cuarentena al año siguiente, en el papel de Ale.[cita requerida] En el teatro, Valcárcel protagonizó la obra del director Diego La Hoz bajo el nombre de Paralelos secantes en 2022, interpretando a Alicia, una adolescente que estaba enamorada de un chico mayor que ella. Además, coprotagonizó el proyecto teatral El hospedador junto a otras figuras juveniles y participó en la serie Mi hermana y sus libros para la cadena Canal IPe en 2019.
En simultáneo, Valcárcel fue presentada como la conductora del programa web Cinescape XP en el 2020, que es una sección del espacio televisivo central Cinescape, donde comparte al lado del actor juvenil Diego Müller. Protagonizó con Zoe Arévalo el cortometraje juvenil Señorita con su papel de Romina, la cual obtendría el premio de «Mejor actriz» en el Festival de Cortometrajes Cortos de Vista en 2022.
En 2019 tuvo una participación especial con Brando Gallesi en el videoclip del tema musical «En peligro de extinción», interpretado por el cantante de salsa Farik Grippa y la banda musical Orquesta Bembé.
En agosto del 2022, ingresa a Radio Planeta como locutora del programa radial Las ultimitas junto a Gachi Rivero.[cita requerida]

## Filmografía

### Televisión
| Año       | Título                    | Rol                             | Notas                                           | Emisión            | Ref.             |
| --------- | ------------------------- | ------------------------------- | ----------------------------------------------- | ------------------ | ---------------- |
| 2010      | Habacilar                 | Ella misma                      | Participante del segmento Amigos y rivales Kids | América Televisión | [cita requerida] |
| 2015      | Amores que matan          | Varios roles                    | Rol secundario                                  | América Televisión | [cita requerida] |
| 2015      | Amor de madre             | Stephanie del Castillo González | Rol principal                                   | América Televisión | [cita requerida] |
| 2017      | De vuelta al barrio       | Malena Ugarte (niña)            | Rol de participación especial                   | América Televisión | [ 1 ]            |
| 2019-2021 | Mi hermana y mis libros   | Sara                            | Rol protagónico                                 | Canal IPe          | [ 7 ]            |
| 2020      | Cinescape XP              | Ella misma                      | Presentadora                                    | América Digital    | [ 9 ]            |
| 2020      | La rosa de Guadalupe Perú | Rosita / Valeria                | Episodio: Rol protagiveo                        | América Televisión | [ 13 ]           |
| 2020      | La rosa de Guadalupe Perú | Gaby                            | Episodio: «El último grito»                     | América Televisión |                  |
| 2025      | La rosa de Guadalupe Perú | Sandra                          | Episodio: «Código de seguridad»                 | América Televisión |                  |
| 2023      | Papá en apuros            | Cassandra Trinidad              | Rol recurrente                                  | Latina Televisión  |                  |

### Cine
| Año  | Título                     | Rol      | Notas           | Ref.             |
| ---- | -------------------------- | -------- | --------------- | ---------------- |
| 2017 | Once machos                | Fernanda | Rol principal   | [ 14 ]           |
| 2019 | Hotel Paraíso, la película | Andrea   | Rol protagónico | [ 4 ] [ 15 ]     |
| 2019 | Once machos 2              | Fernanda | Rol principal   | [cita requerida] |
| 2021 | Señorita (Cortometraje)    | Romina   | Rol protagónico | [ 10 ] [ 8 ]     |
| 2023 | Prohibido salir            | Nicole   | Rol principal   | [cita requerida] |

### Teatro
| Año  | Título                          | Rol          | Notas             | Ref.             |
| ---- | ------------------------------- | ------------ | ----------------- | ---------------- |
| 2021 | El hospedador                   | Cloe         | Rol coprotagónico | [ 16 ] [ 6 ]     |
| 2021 | Qué obra hacemos                | Varios roles | Rol principal     | [ 17 ]           |
| 2022 | Paralelos secantes              | Alicia       | Rol protagónico   | [ 18 ]           |
| 2022 | Pijama Party                    | Ella misma   | Rol protagónico   | [ 19 ]           |
| 2023 | Invasión Zombie Live!           | Raven        | Rol protagónico   | [cita requerida] |
| 2024 | Una comedia macabra: El musical | Karina       | Rol protagónico   | [ 20 ]           |

### YouTube
| Año       | Título                                       | Rol        | Notas         | Ref.   |
| --------- | -------------------------------------------- | ---------- | ------------- | ------ |
| 2018-2019 | Shuffle TV Perú: De lo random, lo más random | Ella misma | Presentadora  | [ 2 ]  |
| 2020-2021 | Atrapados: Divorcio en cuarentena            | «Ale»      | Rol principal | [ 21 ] |

### Radio
| Año           | Título        | Rol        | Notas    | Emisión       | Ref.             |
| ------------- | ------------- | ---------- | -------- | ------------- | ---------------- |
| 2022-presente | Las ultimitas | Ella misma | Locutora | Radio Planeta | [cita requerida] |

## Premios y nominaciones
| Año  | Premio                                    | Categoría      | Trabajo  | Resultado | Ref.             |
| ---- | ----------------------------------------- | -------------- | -------- | --------- | ---------------- |
| 2022 | Festival de Cortometrajes Cortos de Vista | «Mejor actriz» | Señorita | Ganadora  | [cita requerida] |